# Бодзјанске Луки
Бодзјанске Луки (слч. Bodzianske Lúky, мађ. Bogyarét) насељено је мјесто са административним статусом сеоске општине (слч. obec) у округу Коморан, у Њитранском крају, Словачка Република.

## Становништво
| Година:    | 1994. | 2004.    | 2014.    | 2024.   |
| ---------- | ----- | -------- | -------- | ------- |
| Број људи: | 255   | 223      | 191      | 177     |
| Разлика:   |       | -12,54 % | -14,34 % | -7,32 % |

| Година:    | 2023. | 2024.   |
| ---------- | ----- | ------- |
| Број људи: | 175   | 177     |
| Разлика:   |       | +1,14 % |

Према подацима о броју становника из 2011. године насеље је имало 201 становника.